# デジモンセイバーズの登場キャラクター
デジモンセイバーズの登場キャラクター（デジモンセイバーズのとうじょうキャラクター）では、テレビアニメ『デジモンセイバーズ』に登場する架空の人物、およびキャラクターについて記述する。

## 主要人物
大門 大（だいもん まさる）
声 - 保志総一朗（幼少期 - 山崎みちる）
本作品の主人公。中学（私立鳳学園）2年生の14歳。神奈川県横浜市中区本牧近辺に住んでいる。誕生日は4月2日。血液型はB型。オレンジと白のデジヴァイスic（第28話まで）、第29話以降はオレンジと黒のデジヴァイスバーストを持つ。DATS制服のカラーは赤で、大のみ制服の上着のファスナーを全開にしている。一人称は「俺」。性格は非常に短気かつ荒くれ者。
三度の飯より喧嘩が好きというほど暴れるのが好きな少年で、喧嘩において200戦連勝を達成したという自称「日本一の喧嘩番長」。学校のことを「喧嘩相手がたくさんいる場所」などとアグモンに教えたり、とにかく喧嘩を生き甲斐としている。ラプター1ことアグモンと出会ったことにより、デジモン事件に深く関わってしまい、その後「最強の男を目指し、強い奴らと喧嘩できる」という理由でDATSに入隊する。
10年前にのぼり棒から落ちて頭に怪我をしたことがあり、その時に父・英に病院まで運ばれたことがある。彼やバンチョーレオモン曰く「番長は嘘はつかない」とのこと。
荒くれ者で通っている一面とは裏腹に非常に家族・仲間想いで、特に幼い妹である知香のことは気にかけている。また、10年前（当時4歳）に消息が途絶えてしまっている父・英を今でも想っており、幼いころに父からもらったペンダント（IDプレート）を今でも大切に持ち、首からデジヴァイスとともに提げている。そのため親子の問題になると他人事でも深く首を突っ込んでしまう。また行く宛ての無いイクトを自宅に引き取って面倒を見たりと、仲間に対する面倒見のいい面もある。また、仲間や家族のためなら身の危険を顧みないところもある。
人情深く父譲りの「男」としてのあり方を度々口にし、自他を奮い立たせる。普段の生活では大雑把かつ無神経な性格をしており、そのことで妹の知香を泣かせてしまったことも。母・小百合曰く、かつては毎日喧嘩して帰ってくるなど荒れた生活をしていたが、アグモンと暮らすようになってからは変わってきたと言われている。
なお、勉強面は研究者である父・英とは正反対で、学校で唯一補習で呼び出されるなど成績は良くない。淑乃やガオモン曰く機械音痴で転送機などDATSの機械を故障させてしまったこともある。しかし戦いにおいては優れた勘を発揮し、打開策を見出すこともある。
デジモンに素手でダメージを与えられるほどの身体能力を持ち、後に第22話で（ギズモン：ATの破壊光線の影響で弱っていたとはいえ）究極体であるサーベルレオモンの牙を殴り折ったり、第40話でクレニアムモンを槍ごと押し返すなど人間離れした力を発揮して敵味方を共に驚かせている。これは父の英もほぼ同様の力を見せている。
反面、他のテイマーとは違って彼だけはデジソウルを自分の意志で出すことはできず、相手のデジモン（広く言えばデジタルで構成された物質を殴れば良い）を殴ることによってデジソウルを腕に生み出し、その力でパートナーのアグモンを進化させることになる。第46話でついに自分の意志でデジソウルを出し、アグモンを進化させた。デジソウルチャージは薩摩隊長や父・英同様、右手で行う。
当初はワンマンプレイが目立ち、トーマとも激しく対立したが、やがて心を通わせる仲間となった。常識に囚われない予測不能な行動はチームワークを乱すことも多かったが、彼の行動が活路を見出すことも多かった。デジタルワールドと人間界での戦いを経て、ひとりの人間として大きく成長していった。
第26話でDATSが壊滅させられてからはDATSの制服姿に代わり、私服（タンクトップの上にベストを着用するといったコスチューム）で行動するようになった。
第34話でトーマの裏切りに怒りを爆発させてシャイングレイモンを邪悪なバーストモード（ルインモード）に暗黒進化させて暴走させてしまい、「もういい！！シャイングレイモン！！もうやめろ！！」と叫ぶも声は完全に届かなかったことと制御不能であったことで最後に「もうやめてくれ！！」と言って涙を流した。主人公である喧嘩番長は涙はもろかったが、初めて泣き崩れた。
第35話でアグモンがデジタマに戻った際、続く第36話で「俺はアグモンのことを考えなかった…。トーマの野郎をぶっ飛ばすのが精一杯であいつをぶちのめすことしかできなかったんだ…それは悪かった！謝るよ！」と自分の短気差とすぐかっとなる性格が災いし、さらに続く第37話でトーマへの怒りが間違っていたことを謝罪し、考えを深めるようになる。
全てが終わった後はアグモンとの別れを惜しみ、悩んだ挙句仲間や家族に別れを告げてデジモンたちと共にデジタルワールドへ旅立つことを決心する。それから5年後はデジモン同士の喧嘩をアグモンとともに止めるなどデジタルワールドのいざこざを解決して回っているようである。その際、外見はほとんど変わっていなかった。
『デジモンクロスウォーズ 〜時を駆ける少年ハンターたち〜』における詳細はそちらを参照。
デジモンテレビシリーズで初めての男性声優が担当する主人公である。また、意図的にそれまでの作品の不文律を廃しており、頭のゴーグルを廃止し、名付けに関しても頭文字の「タ」「ダ」を意識していない。このことをシリーズ構成の山口亮太は「今までのシリーズからの脱却したいという製作サイドの意図を汲み取った結果」という趣旨を語っている。また、山口によると名前の由来は「大問題の男の子」という意味で、「大門大」という名前になった。
アグモン
声 - 松野太紀（第36話は除く。ナレーションも兼任）
成長期・恐竜型デジモン・ワクチン種。
大のパートナーデジモン。DATS内で初めて誕生して施設から脱走、ラプター1というコードネームをつけられてDATSに追われ、その最中に出会った大と喧嘩（果てしない殴り合い）をするが、その喧嘩をきっかけにお互いの強さを認め合い、大を「兄貴」と慕うようになる。DATSから脱走したデジモンは処分されるのが決まりだったが、大のDATS入隊に伴って処分を免れると同時に、彼のパートナーとして働くようになる。その外見から当初は大からカエルだと思われていた。幼年期はコロモン。一人称は「俺」。
性格は多少乱暴ながらも基本的には非常に呑気。食欲旺盛で大の母・小百合の作った卵焼きが大好物。大門家のアイドルを自称しており、小百合や知香からは「アグちゃん」と呼ばれ、さらに「AGU」と書かれた専用のマクラまで持つ。プワモンが大門家でチヤホヤされた時はライバル心を見せたことがある。脳天気がゆえの悪気なき厚かましさがあり、大以外を（目上の薩摩でさえも）基本的に呼び捨てにしており、小百合にまでも呼び捨てかつタメ口を用いるので大に叱られたことがある。また、三本指でありながら大門家での食事の際には箸を使って食べるなど器用な一面も持つ。
デジモンは普段デジヴァイスの中にいるのが決まりのようだが、その窮屈さを嫌ってしばしば勝手に抜け出している。大同様、無類の大食漢で、空腹になると力が出せないのが弱点。激化する一方の戦闘の中で、アグモンの傷も絶えない。
大には子分として羨望の眼差しを向けており、度々周囲を驚かせるほどの大の強さに驚く声をあげている。しかし、倉田（ベルフェモン）との決戦では大に力というものの何たるかを改めて悟らせるなど、時にはパートナーとしての強い信頼関係を持ち合わせている。
第34話ではトーマの裏切りによる大の怒りで邪悪なバーストモード（ルインモード）に進化した時は暴走し、続く第35話で大の呼びかけとデジヴァイスの輝きによって暴走は止まったものの力を使い果たしてデジタマに戻ってしまい、大はすぐに孵ると言うがバンチョーレオモンからデジタマ化したデジモンは記憶が無くなるのが問題となり、第37話でデジタマが孵った後は大のことを忘れていたと思われたが、記憶はそのままで復活した。
全てが終わった後、デジタルゲートを閉じる際にガオモンたちと新しい世界を作るためにデジタルワールドへと帰ろうと提案するも、大はその寂しさから別れを認められずことが出来ずに喧嘩別れしてしまうが、出発する寸前に駆けつけた大と和解し、彼と一緒にデジタルワールドへと旅立って行った。5年後も大と共にデジタルワールドの平和を乱す者と戦っている。
なお、シリーズ初の「成長期のままラスボスを倒したパートナーデジモン」で、大と同様に主人公のパートナーデジモンとしては初にして唯一の男性声優の担当キャラクターである。
種族としてのアグモンはアグモンを参照。
ジオグレイモン
成熟期・恐竜型デジモン・ワクチン種。
デジソウルチャージにより成熟期に進化した姿。第1話で初進化した。
ライズグレイモン
完全体・サイボーグ型デジモン・ワクチン種。
デジソウルフルチャージにより完全体に進化した姿。第13話で初進化した。
シャイングレイモン
究極体・光竜型デジモン・ワクチン種。
デジソウルチャージオーバードライブにより究極体に進化した姿。第29話で初進化した。当初は肉弾戦で戦っていたが、第33話からエアシグナル機能によりジオグレイソードを装備できるようになる。
シャイングレイモン：バーストモード
究極体・光竜型デジモン・ワクチン種。
エアシグナル機能によるデジソウルバーストにより一時的に限界能力を開放した姿。第38話で初進化した。炎の剣と盾を両腕に装備し、時には二刀流やさらに巨大な盾に変化させて戦う。
シャイングレイモン：ルインモード
究極体・光竜型デジモン・ワクチン種。
トーマへの怒りと憎しみに満ちたデジソウルによって変貌した姿。第34話および第35話でのみ暗黒進化した。本来のバーストモード（赤色）とはカラーリングが異なる（こちらは黒）他、両腕に纏った炎が剣や盾の形をしていない。
アグモン：バーストモード
イグドラシルとの最終決戦で第48話で初進化する。翼が生えて飛ぶことが出来るようになった。腕のベルトは大がアグモンの飛行制御をするための手綱になる。
『クロスウォーズ』でも登場し、大をヴェノムヴァンデモンの上空へ連れて行った。この時八神太一のアグモンから空を飛べることについて突っ込まれていた。
トーマ・H・ノルシュタイン
声 - 野島裕史（幼少期 - 佐藤ゆうこ）
派遣先のDATS・EU支部から帰国したエリート隊員の14歳。青と白のデジヴァイスic（第28話まで）、第29話以降は青と黒のデジヴァイスバーストを持つ。DATS制服のカラーは青で、トーマのみ制服の上着のファスナーを最後までしめている。一人称は「僕」。
13歳の若さでストックホルム王立科学大学を首席で卒業したという筋金入りの天才少年。出生はオーストリア人名門貴族・ノルシュタイン家の父親と日本人の母親の血を引くハーフ。貴族ではない日本人母との間に生まれた彼は正式なノルシュタイン家の後継者とは認められず、幼いころは母親と日本で暮らしていたが、母が交通事故で亡くなったことからノルシュタイン家に引き取られるが、自分たちを捨てた父親フランツを憎んでいる。冷静沈着で何事もデータに基づいて行動するクールな性格。頭脳だけでなくスポーツも万能で、ボクシングの心得があり、オリンピックチャンピオンさえも敵わないほどの実力の持ち主で、喧嘩に強い大さえもあっさりとKOしてしまった。戦闘スタイルも猪突猛進な大とは対称的。すべてにおいて正反対の大とは度々衝突するが、ともに幾多の戦いを経るうちにお互いを認め合う良き仲間同士となった。
前述のように出生は貴族の生まれであり、彼が暮らす家は専属の執事がいるなどかなり大きな豪邸である。かなりの金持ちであるため庶民的な感覚が薄く、知香のリクエストで行ったもんじゃ焼き屋でもクレジットカードを使おうとして断られ、その際現金を持っていなかったためタジタジになったことがある。貴族の血の誇りからかプライドも高く、それを傷つけられると珍しく冷静さを欠いた行動を取ることも。
母が死去し、父や妹とも疎遠になっていることもあって家族の情に特別な思いを持っており、大に「知香の誕生日を代わりに祝って欲しい」と言われた時も不思議な張り切りを見せ、その後も知香のことを気遣うことがあった。
早瀬翼のようなクリーンで強いファイターに憧れている（第9話より）。
デジソウルを発生させる際は右手で指を鳴らし、左手でチャージを行う。淑乃同様、腰のホルダーにデジヴァイスを収納している。
年上である淑乃に対しては基本的にさん付けで呼ぶが、初期は呼び捨てにしている場面が散見される。また、さん付けにしていながら二人称が「君」となっているところもある。
第26話のDATS壊滅後は大たち同様、DATS制服に代わって私服を着用するようになった。
後半は大に対して嫉妬心を抱いているかの描写もあったが、第36話で倉田に半ば人質として取られてしまった妹・リリーナを救うために取った裏切りの演技を行なった際、続く第37話で改めて大のことを信用するようになった。
医師免許の持ち主でもある（第16話、第36話より）。全てが終わった5年後は日々の努力によって念願であった妹・リリーナの病気の治療法を発見・貢献し、わずか19歳という若さでノーベル医学賞を授与された。
ガオモン
声 - 中井和哉
成長期・獣型デジモン・データ種。
トーマのパートナーデジモン。トーマとは主従関係にあり、彼のことを「マスター」と呼び慕っており、命令には「イエス・マスター」と答えるのが口癖。トーマに似て、理知的でクールな性格であり、DATSのデジモンの中でも1、2を争うほど優秀であるという。トーマには絶対の忠誠を誓い、いついかなる時も彼に従う。彼が苦悩を抱えつつ倉田の悪魔の計画に与した時にも、その心痛を察しながら従っている。一人称は「私」または「俺」。
しかし全く無感情ではなく、知香やリリーナの前でたじろんだりと感情的な面も持ち、特に主たるトーマ同様にプライドが高く、トーマを侮辱するものは誰であろうと許さず、自身も「イヌ」呼ばわりされるのを嫌い「私は犬ではない！」と訂正する。トーマに迫る危機に対しては敏感である。
主従関係にあるがトーマはガオモンのことを道具として見ているわけではなく、パートナーとして非常に信頼して命令を下しているだけである。ガオモンもまたトーマに全幅の信頼を置いた上で命令を忠実にこなしている。戦闘ではトーマの立てた「プラン」を始めとした戦術に従って戦う。
破天荒な行動をとる大・アグモンには度々呆れている。
全てが終わった後、トーマとの再会を誓ってオリジナルブレンドの紅茶「再会の誓い」を出し、「自分のマスターはあなただけです」と翌日アグモンたちと一緒にデジタルワールドへと帰っていった。
種族としてのガオモンはガオモンを参照。
ガオガモン
成熟期・獣型デジモン・データ種。
デジソウルチャージにより成熟期に進化した姿。第3話で初進化した。
マッハガオガモン
完全体・サイボーグ型デジモン・データ種。
デジソウルフルチャージにより完全体に進化した姿。第15話で初進化した。初進化した際、アグモンは「悔しいけどかっこいい」とコメントしていた。
ミラージュガオガモン
究極体・獣騎士型デジモン・データ種。
デジソウルチャージオーバードライブにより究極体に進化した姿。第29話で初進化した。
ミラージュガオガモン：バーストモード
究極体・獣騎士型デジモン・データ種。
エアシグナル機能によるデジソウルバーストにより一時的に限界能力を開放した姿。第42話で初進化した。三日月型の刃とハンマーが一体化した武器を操り戦う。
藤枝 淑乃（ふじえだ よしの）
声 - 新垣結衣
本作品のヒロイン。DATS実働メンバーの紅一点の18歳。ピンクと白のデジヴァイスic（第28話まで）、第29話以降は同色のデジヴァイスバーストを持つ。DATS制服のカラーは赤紫で、女性隊員の制服であるホットパンツタイプになっている。一人称は「私」。
主要メンバーの中では最年長であり、大やトーマのまとめ役。他の2人に比べると最も常識人に近く、暴走しがちな2人に振り回されがち。隊長から様々な面倒事を押し付けられることもあり、嫌なことがあると「最悪なんですけど……」と言うのが口癖。故に面倒を大やトーマに押し付けるちゃっかりしたところもあるが、仲間内からは信頼されているらしい。主要メンバーの中では唯一車の運転ができ、DATSの車両をよく運転している。
幼いころは2人の姉たちと一緒にピアノを習っていたが、「自分は優秀な姉たちよりも劣っている」というコンプレックスから自信が持てず本番の場で失敗をしてしまい、自信を無くしてしまった過去がある。その落胆から立ち直るきっかけとなったのが、ララモンとの出会いであった。現在は家族から離れ一人暮らしをしている。第17話でデジタルワールド内で直面する戦いの中で弱気になっていた彼女を立ち直らせたのもララモンの存在であった。
真面目な性格の一方、私生活はだらしなく、ララモンからもこのことを指摘されるほど。
好物は武蔵屋のイチゴミルフィーユとヨコナリのコーヒーゼリー。トーマ同様、腰のホルダーにデジヴァイスを収納している。
左腕には3個の宝石が付いたブレスレットを着けている。
第26話のDATS壊滅後は大・トーマ同様、私服姿になるが、丈の短いジャケットにホットパンツというへそ出しスタイルとなった。
人気青年歌手の華村祢音とは幼馴染にあたる。
当初はとかく大の破天荒さに呆れていたが、後半からは周囲の非常識な環境にも慣れ、笑って流せるようにまでなるほど性格が丸くなった。最終回ではゲームセンターのマシンに向かって大のようにデジソウルを纏った鉄拳を繰り出し破壊してしまうなど、それらの影響を受けるまでに至った。
全てが終わった5年後は黒崎・白川と共に警察官となり薩摩の下で働いており、また、ノーヘルでバイクに乗っていた聖を追いかけていた。
ララモン
声 - ゆかな
成長期・植物型デジモン・データ種。
淑乃のパートナーデジモン。小柄だが性格は大人びており、物静かな性格で、いつでも冷静沈着。パートナーである淑乃に対する信頼は厚く、時に励まし、なだめたりする。一人称は「私」。
淑乃と共にオペレーターをこなすこともある。5歳の淑乃の歌声に惹き寄せられて人間界にデジタマの状態で現れた。幼年期はバドモン。そのため進化前も含め淑乃とは非常に長い付き合いであり、家族のような信頼感を抱いている。
温厚な性格から損な役回りをさせられたり、痛い目に遭ってしまうこともしばしばであったが、劇場版ではソーセージをヌンチャク代わりにしてゴブリモンと戦うなど特異な戦闘スタイルを見せたこともある。
進化すると、それぞれ声音が大きく変わる。
淑乃にとってララモンとの出会いが果たした役割は大きく、自信を無くして落ち込んでいた幼い彼女が、前向きに強く生きられるようになったのも、ララモンというパートナーを得たからに他ならない。
全てが終わった後、旅を通じて強くなった淑乃の姿に安心し、デジタルワールドへと帰って行った。
種族としてのララモンはララモンを参照。
サンフラウモン
成熟期・植物型デジモン・データ種。
デジソウルチャージ成熟期に進化した姿。第2話で初進化した。
ライラモン
完全体・妖精型デジモン・データ種。
デジソウルフルチャージにより完全体に進化した姿。第17話で初進化した。
ロゼモン
究極体・妖精型デジモン・データ種。
デジソウルチャージオーバードライブにより究極体に進化した姿。第29話で初進化した。乳揺れなどお色気描写もある（第46話が該当）。
ロゼモン：バーストモード
究極体・妖精型デジモン・データ種。
エアシグナル機能によるデジソウルバーストにより一時的に限界能力を開放した姿。第43話で初進化した。通常のロゼモンとはカラーリング以外の違いがないが、自らに追従するエネルギー球状のビットである「ティファレト」を持つ。
イクト / 野口 郁人（のぐち いくと）
声 - 釘宮理恵
自らをデジモンと自称する10歳の少年。その正体は元デジタルワールド探検隊の野口憲治・野口美鈴夫妻の息子である。黒と紫のデジヴァイスic（第43話まで）、第43話以降は同色のデジヴァイスバーストを持つ。また、彼のデジヴァイスicはDATS製のものではなく、大門英がメルクリモンに預けていたものである。一人称は「俺」。
10年前（0歳）に赤ん坊の時に自宅研究室に突如開いたデジタルゲートに吸い込まれ、デジタルワールドに迷い込む。ファルコモンや他のデジモンに囲まれて育ったため、野生児のようになってしまった。かつて育ての親だったユキダルモンを7年前（3歳）に倉田が開発したギズモンに抹殺されたことから人間を深く憎み、メルクリモンのところに身を寄せて人間に強い敵意を抱く。
当初はデジタルワールドにきた大たちを敵視しており、同様に人間に敵意を持つメルクリモンに従い、ブーメランを武器に戦ったが、彼らとの戦いの中で徐々に心情に変化がおき、そして図らずも人間界に戻った後、大たちとの交流や実の母親との再会を通じて心に大きな迷いが生まれるようになる。
その後、身を寄せていた大門家で小百合に説得されデジモンと人間の戦いを止めるため、デジタルワールドへと向かい、全ての元凶である倉田を倒すことを誓ったことで大たちの仲間となる。
野生児であるため当初はデジソウルチャージの際、雄叫びを上げるだけだったが、大の仲間になった第25話以降から同じ掛け声を上げるようになった。
全てが終わった後はファルコモンたちと新しい世界を作りたいと思い、一緒にデジタルワールドへ行こうと希望するものの、ファルコモンに「家族」のことを諭されて断念し、両親の元で暮らすことになった。それから5年後は大の妹・知香と共に中学校（私立鳳学園）へ進学した（朝は一緒に登校するなど、仲は良いようである）。この時髪飾りや顔につけていたペイントは無く、一般庶民らしい姿になっている。
ファルコモン
声 - 神代知衣
成長期・鳥型デジモン・ワクチン種。
イクトのパートナーデジモン。かつてイクトと共にユキダルモンに育てられ、人間だがイクトのことを実の兄弟のように慕っている。ユキダルモンの死後は二人で力を合わせて生き延びてきた。人間にもデジモンにもなれず苦悩するイクトのそばで彼を支える。多少臆病だが、デジタマ（プワモン）を救うため危険を承知で人間界にきて、大たちと敵対したこともあった。イクトが大たちの仲間になった際は彼より早く大たちと馴染んでいた。一人称は「僕」。
その装束が示すように忍者のように行動することができ、大やガオガモンですらその姿を捉えられないほどである。
全てが終わった後、イクトとの別れを惜しみつつも仲間たちとともにデジタルワールドへと帰って行った。
種族としてのファルコモンはファルコモンを参照。
ペックモン
成熟期・鳥型デジモン・ワクチン種。
デジソウルチャージにより成熟期に進化した姿。第14話で初進化した。
ヤタガラモン
完全体・妖鳥型デジモン・ワクチン種。
デジソウルフルチャージにより完全体に進化した姿。第25話で初進化した。
レイヴモン
究極体・サイボーグ型デジモン・ワクチン種。
デジソウルチャージオーバードライブにより究極体に進化した姿。第37話で初進化した。
レイヴモン：バーストモード
究極体・サイボーグ型デジモン・ワクチン種。
エアシグナル機能によるデジソウルバーストにより一時的に限界能力を開放した姿。第43話で初進化した。両腕と翼が一体化している。

## DATS
Digital Accident Tactics Squadの略名。ダットと読む。直訳すればデジタル脅威戦術部隊。
人間界における神隠し事件の増加や、デジタルワールドから迷いでてしまうデジモンが増加したことから、国家機密省により設立された科学特捜チーム。その存在は世間には秘密にされており、それを知った人間は特殊な機械で記憶処理を施され、DATSのこともデジモンのことも忘れさせられる。そのためデジモンの存在は一部を除いて認知されない。
DATSメンバーは皆デジヴァイスicを所持し、それを使ってパートナーデジモンを進化させる。第29話にて大・トーマ・淑乃のデジヴァイスicはデジヴァイスバーストに進化する。第43話ではイクトのデジヴァイスicもデジヴァイスバーストに進化した。
部隊の前身は10年前に起きた連続失踪事件の原因探求のために結成された「デジタルワールド探検隊」。当時のメンバーは、大の父親である大門英、後のDATSの隊長となる薩摩廉太郎、同じくDATSの所長になる湯島浩（探検隊隊長）、超空間研究者でイクトの親である野口憲治・野口美鈴夫妻、英の助手で後にデジモン事件の発端を起こした倉田明宏の6人。
第26話にて倉田の策略により組織が解散し、その後記憶を取り戻した大たちとアグモンらがDATSにやって来たため、倉田によって基地ごと爆破されてしまったが、全てが終わった後はある程度復旧を果たしていた。しかし、5年後では存在をくらまし、警視庁となる。
薩摩 廉太郎（さつま れんたろう）
声 - 楠大典
DATS日本支部の隊長。赤と黒のデジヴァイスicを持つ。内に秘めた熱い闘志を武器に、デジタルワールドと人間界双方の平和を守る、厳しくも熱い男。一人称は「私」。厳格さと優しさを併せ持ち、戦士としてはまだ未熟な大たちを導く。常にサングラスを掛けている。彼が発する怒声は「鬼の一喝」といわれ、淑乃たちに恐れられている。かつては湯島とともに神奈川県警察特捜部の刑事であった男（湯島の部下）で、連続失踪事件の原因探求のために湯島とともにデジタルワールド探検隊の一員となった。
後半は大たちをデジタルワールドへ送り届ける際に聖、イワン、ナナミとの戦闘で死亡したと思われていたが、その後イグドラシルが英であることを知って大たちを助けに向かった（この際、イグドラシルと化した英と再会している）。
全てが終わった5年後は再び警察官として働いている。
クダモン
声 - 葛城七穂
成長期・聖獣型デジモン・ワクチン種。
薩摩のパートナーデジモン。白い狐のような姿をした小型のデジモン。大門英がデジモンと人間の無益な争いを避けるために使者として人間界へ送ったデジモンの一体である。いつも薩摩の肩に乗っており、本人曰くそこが一番落ち着くようである。一人称は「私」。
性格はクールで大人びており、デジモンに関する的確なアドバイスを与えてくれる。薩摩同様部下のデジモンたちからは一目置かれており、彼が不在の時はその代理を務めた時もあった。血気盛んな大たちに頭を悩ませており、時折その行動に驚愕している。
その正体はロイヤルナイツの一体・スレイプモンであり、人間たちを監視する目的でイグドラシルにより送られたスパイである。人間がデジモンにとって善き存在か悪しき存在かを見極めるのかがその任務だったが、監視を続けるうちにその心には人間への親しみが生まれ、イグドラシルが人間全滅を決定した後はイグドラシルに反旗を翻して人間側に付き、デュークモンなどかつての仲間と対立した。
危険が迫ると、尻尾の先端に着いた薬莢の中に身を潜める。
戦いの後は、薩摩の肩の上で静かに別れを惜しんでいた。モデルは名前の通り管狐。
レッパモン
成熟期・聖獣型デジモン・ワクチン種。
デジソウルチャージにより成熟期に進化した姿。第27話で進化した。国家機密庁に監禁されていた野口夫妻を救出し、逃走する大たちの車を助けるために登場。追跡する倉田軍団の車をその尻尾の力で切り裂いた。
チィリンモン
完全体・聖獣型デジモン・ワクチン種。
デジソウルフルチャージにより完全体に進化した姿。第27話で初進化した。完全体でありながら究極体に匹敵する強さを持り、事実バイオデジモンたちと互角以上の戦いを見せた。
スレイプモン
究極体・聖騎士型デジモン・ワクチン種。
デジソウルチャージオーバードライブにより究極体に進化した姿。ロイヤルナイツの一体。初登場は第40話。デュークモンを道連れに氷付けにして海に沈んだが、デュークモンに「神は絶対ではない」ということを悟らせた後、自分のデジソウルを解放してデュークモンを助けた。
黒崎 美樹（くろさき みき）
声 - 永野愛
DATSのオペレーターで、ポーンチェスモン（黒）のパートナー。白と灰色のデジヴァイスicを持つ。一見クールな印象だがミーハーであり、日本支部に復帰したトーマに「トーマ様」と駆け寄ったりして熱を上げたりする一方、大には結構手厳しい。一人称は「私」。
イヤホンとマイクが一体となったオペレーター用のヘッドセットを装着している。このヘッドセットはデジモンの検出・分析が可能である。
エルドラディモン陥落後は、政府から追われる身となった大たちに、薩摩隊長から預かっていた秘密基地を案内。ベルフェモン（倉田）やロイヤルナイツとの戦いでは恵とともに前線に立ち、ポーンチェスモン（黒）を進化させた。
第26話のDATS本部壊滅後は体にフィットしたノースリーブのボディスーツという大胆な服装へとコスチュームチェンジし、髪型も後ろで束ねたものへと変わった。名前の通り基本の服装は黒。
全てが終わった5年後、警察官となり薩摩の下で働いている。
白川 恵（しらかわ めぐみ）
声 - 埴岡由紀子
DATSのオペレーターで、ポーンチェスモン（白）のパートナー。灰色と白のデジヴァイスicを持つ。髪の色は金髪に近い。童顔で時折子供のような行動をとることもあるが、大たちに比べれば十分大人である。美樹と同じヘッドセットを装着している。一人称は「私」。
ミーハーなところは美樹に負けず劣らずで、人気歌手・華村祢音との恋仲が報じられた淑乃を問い詰めたりもした。
甘いものには目がなく、とっておきのお菓子を勝手に食べてしまったアグモンに対する詰問は、態度の大きなアグモンもたじたじになるほどである。
第26話のDATS本部壊滅後は白を基調としたコスチュームにチェンジした。
全てが終わった5年後、警察官となり薩摩の下で働いている。
ポーンチェスモン
成長期・パペット型デジモン・ウィルス種。
DATSのオペレーター2人組のパートナーデジモン。白と黒の2体がおり、白は恵のパートナーとして、黒は美樹のパートナーとなっている。アグモンやガオモンやララモンと同じく、かつてデジタマの状態で人間界に現れ、DATSに所属することになった。
いつもコンピューター操作によるオペレーティングに徹しているが、戦闘時には2体が力を合わせてバリアを張ることもできる。
全く喋らないが、小百合の差し入れにはフォークを抱えて食べたそうな様子を逸せるなど、感情表現は豊かそうである。兜の中には目が存在する（バイザーを上げることができる）。
たまにカメモンの代わりにお茶を運ぶこともある。デジタルワールドに帰る前日、二人によって最後の思い出にと温泉に連れて行かれた。
ナイトチェスモン
成熟期・パペット型デジモン・ウィルス種。
デジソウルチャージにより成熟期に進化した姿。第21話で初進化した。
ルークチェスモン
完全体・パペット型デジモン・ウィルス種。
デジソウルフルチャージによりポーンチェスモン黒が完全体に進化した姿。第36話で初進化した。
ビショップチェスモン
完全体・パペット型デジモン・ウィルス種。
デジソウルフルチャージによりポーンチェスモン白が完全体に進化した姿。第36話で初進化した。

湯島 浩（ゆしま ひろし）
声 - チョー（旧・長島雄一）
DATSの所長。緑色のデジヴァイスicを持つ。コカトリモンと戦う大にデジヴァイスを渡した。かつては神奈川県警特捜隊所属の警部補（薩摩の上司）で、10年前のデジタルワールド探検隊を隊長として率いていた。一人称は「私」。
当初はよく釣りをしながら現れる謎の老人として度々大の前に登場し、大たちに助言を与えていた。
メルクリモンとの戦いで大たちを人間界に戻した後、メルクリモンの攻撃の余波で何とか脱出。以降はカメモンと共に大門英の生存を知り、デジモンと人間の争いを回避するために英の力を借りようと行方を捜す途中で、バロモンに捕らわれてしまう。しかしその後何とか同じく捕らわれた大たちと合流を果たした。人間界へ戻った後、トーマの裏切りを知り、ノルシュタイン家と行動する。
全てが終わった5年後は、相変わらず釣りをしているが、その後どういった活動をしているかは不明となっている。
カメモン
声 - 高橋直純
成長期・サイボーグ型デジモン・データ種。
湯島のパートナーデジモン。大門英がデジモンと人間の無益な争いを避けるために、使者として人間界へ送ったデジモン。カメのようなデジモンである。普段はDATSの隊員にお茶を渡しているだけの雑用係のように行動ばかりしているデジモンだったが、第18話にて湯島のパートナーデジモンであったことが判明する。恥ずかしがり屋で滅多に人前では喋らず、シャイなので喋るとすぐに甲羅の中に隠れてしまう。
最終回においては湯島やゴツモンとともに酒を酌み交わしていた。
ガワッパモン
成熟期・サイボーグ型デジモン・データ種。
デジソウルチャージにより成熟期に進化した姿。第18話で初進化した。カメモンとは違って非常にノリノリな性格になっており、完全体のギズモン:XTやナイトモンを倒す一面も見せた。
シャウジンモン
完全体・魔人型デジモン・ウィルス種。
デジソウルフルチャージにより完全体に進化した姿。第42話で初進化した。
ジャンボガメモン
究極体・サイボーグ型デジモン・データ種。
PS2用ゲーム『デジモンセイバーズ アナザーミッション』のみに登場するカメモンの究極体。本編には未登場。

### DATSの家族および関係者・協力者

#### 大門家
大門 小百合（だいもん さゆり）
声 - 國府田マリ子
大の母親。髪型は片方がカールしている。息子が絶賛するほど料理が得意であり、特に卵焼きはいつも大とアグモンの取り合いになってしまうほど。夫が失踪して以来、女手一つで大と知香を育て上げてきた。夫が帰ってくるまで強く生きていこうとする気丈な母親。一人称は「私」。
天然ボケな性格であり多少大きなトラブルが起きてもまるで動じず、アグモン、ピヨモン、イクト、ファルコモンなどと居候が登場しても嫌な顔一つすら見せない。トーマやイクトも彼女の温和な性格に心を許している。知香同様、アグモンのことは「アグちゃん」と呼ぶ。
夫・英がデジモンの研究者だったため、デジモンを見ても全く驚かなかったが、愛する息子までもデジタルワールドへ行かせたくないという理由で大には告げなかった。よって表向きに口にすることはしないが、デジモンに家族を奪われていくことに恐怖心も少なからず抱いている。しかし同時にアグモンが大に与えていく影響を快く思っていることも口にしており、記憶を消された時やアグモンがデジタマに戻った時はアグモンの好きな卵焼きを山ほど作っていた。
夫が行方不明になった経緯からDATSの活動もある程度は知っており、息子がそこに入隊したことには運命を感じていた。
戦いという危険な任務に立ち向かって行く息子の身を案じるが、母親としてあえて止めず彼の行動を常に暖かく見守っている。最終話では世界を救うためにデジソウルを出しており、全てが終わった後では初めて大を愛おしそうに抱き寄せていた。
大門 知香（だいもん ちか）
声 - 菊池こころ
小学校に通う大の妹。髪型はツインテール。しっかりした性格で、大門家では比較的常識人であり、がさつで乱暴者な兄の態度には呆れることが多い。しかし、行動力と気の強さは兄譲りなところも見せ、トーマに言わせてみれば計算外な行動を取る点で似た者同士。一人称は「私」。
同時に少しませており、非常識な周囲の行動に呆れた顔をよく見せるが、年齢相応に子供っぽい顔を見せることも多い。
父・英が旅立った時はまだ生まれて間もなかったこともあり、父のことは最終話で初めて目にするまで写真でしか知らなかった。ピヨモンを急速に進化させるなど、兄と同じく強いデジソウルを秘めている。小百合同様、アグモンのことは「アグちゃん」と呼ぶ。好物はもんじゃ焼き。
第43話では、ピヨモンと偶然再会出来たことに喜ぶも、ピヨモンはデジタマになり記憶がリセットされていたために知香のことを覚えておらず、落胆してしまう。しかし45話ではピヨモンと共に大門家にいるデジモンや人間を守るために勇気を出して立ち上がり、闘う決心をつける。その際、デジヴァイスなしでピヨモンを進化させた。
全てが終わった後はピヨモンと別れを惜しんでいた。5年後はイクトと共に中学校（私立鳳学園）へ進学した（朝は一緒に登校するなど、仲は良いようである）。
ピヨモン
声 - 寺田はるひ
成長期・ヒナ鳥型デジモン・ワクチン種。
突然、大門家に落ちてきたデジタマから生まれた幼年期型のプワモンが進化したデジモン。一人称は「ボク」。プワモンのころは「プーちゃん」という名前が付けられていた。知香に懐いてしまうが、知香のDATS入隊を防ぐためにデジタルワールドへ送り返そうとやってきた大と決闘を始める。しかし力が及ばず圧倒されたあげく、突如メルクリモンが現れたことで、知香を守るためにメルクリモンに捨て身の攻撃を仕掛け、デジタマへと戻ってしまう。
その後、無限氷壁にてデジタマになってもなお知香への想いが消えず、成熟期アクィラモンに進化。知香を捜すため、人間界で暴れ回る。ジオグレイモンによって倒されたと思われたが、完全体ガルダモンへと進化してしまい、かつて仲良しだった知香にまで攻撃を仕掛けた。最後は「もう誰も哀しませないような強い男になりたい」と悔やむ大が新たなる力で進化させたライズグレイモンの「トライデントリボルバー」によって倒される。デジタマに戻りデジタルワールドへ返されたが、その後ロイヤルナイツによる人間界侵攻の際、突如デジタルワールドから複数の幼年期デジモンと共に大門家に飛ばされてくる。昔の記憶を全て失っていたが、ドゥフトモンの襲撃の際に改めて「知香を守りたい」という思いが生まれ、知香の力もあってガルダモンへと進化。大門家を守るようになった。
全てが終わった後、知香と別れ、デジタルワールドへと帰って行った。
アクィラモン
成熟期・巨鳥型デジモン・フリー種。
知香に対する思いから進化してしまった姿。理性なく暴れ回った。
ガルダモン
完全体・鳥人型デジモン・ワクチン種。
知香の思いから進化し、最初は暴走したが、後に第43話にて、知香のデジソウル（デジヴァイスは無い）により、己が意志を持った進化ができるようになる。
大門 英（だいもん すぐる）
声 - 郷田ほづみ
大の父親。黄色と黒のデジヴァイスバーストを持つ。一人称は「私」。
10年前にのぼり棒から落ちて頭に怪我をした息子・大を病院まで運んで行ったことがある。
デジモン研究の第一人者である超生物学者で、10年前のデジタルワールド探検隊の一員だった。DATSの理念やデジヴァイスicの開発は、この大門英によるものである。倉田の爆発させた時空振動爆弾によって残りのメンバーを無事に脱出させるため、一人自ら盾となってデジタルワールドに残る。その後、メルクリモンと知り合い拳を交えたことで心を通わせ、人間とデジモンの共存を目指すため、デジタルワールドの神であるイグドラシルへと会いに行くことを決意する（メルクリモンとの別れ際に、将来のイクトのためにとデジヴァイスicを渡している）。その傍ら、クダモン、カメモンを使者として人間界に送り、またデジヴァイスの設計図を人間界に送り、DATSの設立を促した。クレニアムモンからは「誰よりもデジタルワールドを愛した男」と称されている。
旅の途中で干ばつにより沈みかけていた聖なる都周辺の地面を拳で叩き割って水脈を割って水を溢れさせ、エルドラディモンを死の淵から救ったことがある（第30話より）。
旅の途中でバンチョーレオモンと拳で語り合い、意気投合したことで彼とパートナーになる。3年後にイグドラシルに認められて対面するが同時期に倉田のデジモン虐殺事件が発生してしまい、信用されるまで投獄されてしまう（この時、「自分の命にかけて『このような悲劇は二度と繰り返さない』と誓う」と発言している）。後に倉田の横暴（メルクリモン殺害など）からイグドラシルにより処刑されかけるが、バンチョーレオモンの策略により自分の命をバンチョーレオモンに託し、パートナーと一心同体となって行動していた。しかしこれを察知したイグドラシルによって本来の英の肉体を人質に取られてしまっていた。
研究者でありながらデジモンと生身で争える身体能力を持ち、サーベルレオモン、メルクリモン、バンチョーレオモンといった究極体とも戦ったことがある。命や家族を非常に大事にする性格で、幼いころより大によく言い聞かせていたことが、大の生き方に強い影響を与えている。
大門英の肉体と二つの魂を宿したバンチョーレオモンは第46話にて大たちに全てを語り、自らシャイングレイモンのグロリアスバーストによって消滅したが、全てが終わった後、大門英の魂と肉体はイグドラシルの采配で生き返り、悲しみに沈む妻と我が子2人の前に帰還することになる。こうして大門家は10年ぶりに再会を果たした。
全てが終わった後、大がデジタルワールドへ旅立っていく際には止めるどころか「男を磨いて来い」と賛成していた。
5年後においては、妻や娘とともに平穏無事に暮らしている。
バンチョーレオモン
声 - 竹本英史
究極体・獣人型デジモン・ワクチン種。
第28話で初登場。英のパートナーデジモン。必殺技は「フラッシュバンチョーパンチ」。
学ランを着た番長のような姿をしており、草笛を吹きながら現れるなど、独自の古風な美学がある。大からは「学ラン野郎」と呼ばれていたときがあった。
デジタルワールドの火山地帯に「シマ」を構えていたが、英との壮絶な果たし合いの末に彼のパートナーとなり、イグドラシルを探す旅に同行、3年後にロイヤルナイツ・クレニアムモンとの戦いを経てイグドラシルとの対面を果たす。
複数体のギズモン：XTを纏めて倒すほどの戦闘力と、大をして「隙がない」と言わしめるほどの威圧感を持つ。デジヴァイスicが壊れた大たちを自分の道場で鍛えるという名目でパートナーから引き離して軟禁し、デジソウルとは何かを大たちに伝え、究極体進化やバーストモード発現への助言を行なった。
「憎しみは新たな憎しみを生むだけだ」「どこかで憎しみの連鎖を断ち切らない限り、デジモンと人間の間に未来はない」という持論を持つ（第46話より）。
英の処刑の際に一芝居を打ち、英を殺害したと見せかけ今わの際にその命を授かっていた（なお、この際にイグドラシルに対し人間界への報復攻撃を思い留まるようにと発言している）。そのため、バンチョーレオモンの体には自分と英の命が宿っており、普段どちらの意思で会話しているかはわかっていない（ただし心の中で二人が会話するシーンはある）。ロイヤルナイツのクレニアムモンとは旧知の仲。
倉田が今わの際に時空振動爆弾を爆発させたことにより人間界とデジタルワールドが衝突する危機が迫った際には、その危機を回避するべく自身のデジソウルで柱を作り、富士山の山頂でデジタルワールドを支え続けた。
第46話にて真実を大たちに語り、最期は暴走するイグドラシルを道連れに自らをシャイングレイモンに攻撃させ、英の命とともに消滅した。その後、英はイグドラシルの采配で蘇ったが、彼が復活したかどうかは明かされていない。
バンチョーレオモン：バーストモード
バンチョーレオモンがエアシグナル機能によるデジソウルバーストにより一時的に限界能力を開放した姿。クレニアムモンの魔槍クラウ・ソラスを拳の一撃で吹き飛ばすほどの力を持つ。必殺技は「バーニングバンチョーパンチ」。

#### ノルシュタインの血筋の者
トーマの母
声 - 相田さやか
かつて幼いトーマと共に二人で日本に住んでいたが、夏祭りに行く途中、交通事故で亡くなった。留学先でフランツと知り合い、結婚したが、夫の家に結婚を認めてもらえなかった。
フランツ・ノルシュタイン
声 - 安元洋貴
トーマの父。トーマとは仲が悪い（というのも、妻の死後にトーマを引き取ったが、名家を背負う者の責任と妻を守れなかった自責の念との板挟みの中で、トーマに対しては距離を置いて接していたためであった）。家族のことを放っていたことを恨んだトーマに怒りを露にされていた。その実は決して無慈悲な人物ではなく、リリーナのことを案じるあまり倉田の悪魔の所業を黙認しようとしていた。家名のことをよく気にするが、それは家名を気にする母に対して、反論できないゆえである。そのためトーマとも気まずい関係で、顔を合わせれば対立していたが、第42話でロードナイトモンに襲われたことをきっかけにようやく和解した。
リリーナ・ノルシュタイン
声 - 壱智村小真
トーマの異母妹。先天性の難病に侵されており、車椅子を利用している。トーマが医者を志したのも彼女の治療法を見つけるためであった。
倉田の策略で、首に爆弾を仕掛けられ協力の条件に利用され、さらに病気を治す手術という名目でバイオデジモンとして生まれ変わることになるところだったが、トーマによって救われた。
兄のことが好きで、危険を承知でトーマに駆け寄っていったこともある。最終話ではデジソウルを出していた。
全てが終わった5年後はトーマの努力により病気が完治した姿が見られた。
トーマの祖母（フランツの母）
声 - 橘U子
トーマの母をノルシュタイン家にふさわしくないとして、結婚に反対していた。ノルシュタイン家をトーマに継がせることを拒んでいたが、産まれたリリーナが病弱であることから、名家にふさわしい女性と結婚させることを条件にトーマに継がせることに決めた（そのことをフランツもトーマに伝えていない）。現在の消息は不明となっている。
執事
声 - 佐々木大輔
ノルシュタイン家に仕える執事。デジモンのことを知っている数少ない人物で、ガオモンのことも知っている。運転手も兼ねており、多忙なトーマの身の回りの世話をする。
トーマらとともにデジモンに関する記憶を消去された際にもカップを二つ持ってくるなど、ガオモンのことも大切に思っていたような描写が見られる。

#### 野口家
野口 美鈴（のぐち みすず）
声 - 熊谷ニーナ
イクトの母であり、デジタルワールド探検隊の紅一点。かつて夫とともに超空間研究をする学者だったが、実験中に開いたデジタルゲートの中に赤ん坊だったイクトが吸い込まれてしまい、捜索のために夫と共に探検隊の一員となった。イクトは見つからず、長い間深く気を病んだ生活を送っていたが、娘が生まれようやく立ち直った。しかしイクトが生きていると心では信じていた。その後野口家がハグルモンの襲撃を受けた際に自身も捕らわれるが、イクトにより救出され、遂に再会を果たす。だが心の整理がつかないイクトはしばらく美鈴の前から姿を消してしまう。
倉田のDATS制圧後はデジタルゲートの技術を独占しようとする倉田の差し金で夫とともにホテルに軟禁されていたが、大たちに救出されデジタルゲートを開くよう頼まれるもイクトの身を案じ拒否する。しかし夫・憲治とイクトの説得により、断腸の思いでイクトたちをデジタルワールドへ送った。
野口 憲治（のぐち けんじ）
声 - 中博史
イクトの父であり、デジタルワールド探検隊の一人。妻と同じく超空間研究をする学者だった。娘が生まれやっと立ち直った妻を思い、イクトの生存が知らされても会うことを拒否する。
倉田のDATS制圧後はデジタルゲートの技術を独占しようとする倉田の差し金で妻と共にホテルに軟禁されていたが、大たちに救出され、デジタルゲートを開くよう頼まれるもイクトの身を案じ、拒否する。しかし人間とデジモン双方のことを考えるイクトの成長を目の当たりにしたことで考えを改め、笑顔でイクトたちをデジタルワールドへ送り出し、初めて挨拶の物事を教えた。倉田が今わの際に時空の壁を崩壊させた後、妻と共に時空の壁を修復させるため奮闘する。
野口 ルカ（のぐち ルカ）
野口夫妻の娘でイクトの妹にあたる。まだ赤ん坊。片言ながらも兄であり、デジタルワールドに旅立つイクトに「いってらっしゃい」と言って送り出した。最終話ではデジソウルを出していた。
ユキダルモン
声 - 大塚智子
イクトとファルコモンの育ての親。かつてデジタルワールドに紛れ込んだ赤ん坊のイクトをゴツモンやメルクリモンの反発も受けながらも育て、「母親」となる決心をした。7年前にデジタルワールドに攻めてきた倉田軍団のギズモンによって暗殺される。最期にイクトに人間を憎まないよう懇願した。
羽柴（はしば）
声 - 鶴岡聡
国家機密庁長官。デジモンの存在が明らかになることを恐れており、DATSに対しても高圧的な態度で臨む。また、第20話では野口教授夫妻を国家機密法違反容疑と称して強制的に連行しようとしたり、第21話にてゴツモンがイクトの引き渡しを要求した際には「一人の人間の犠牲と数十万人の人間の安全、どちらが大切かなど言うまでもないでしょう」と、イクトの命を軽視する発言もしていた。
サーベルレオモンの軍を撃退した倉田のことを信用していた。しかし後半でその倉田によって裏切られてしまい、その後の消息は不明となっている。

## その他の人間
タカシ
声 - 吉本理江子
第2話に登場。知香の同級生で大人しい性格の男の子。皆に飼育係を押し付けられ、その不満がクネモンを呼び出してしまう。
大川・小宮（おおかわ・こみや）
声 - ゴン・チロ（ビックスモールン）
第4話に登場。銀行強盗の二人組。金庫で通販で買ったデジタル装置が壊れてしまい、怒りと欲がドリモゲモンを呼び出してしまった。ドリモゲモンと共に行動していたがDATSに阻止されて、記憶処理と同時に逮捕された。
勝俣（かつまた）
声 - 小嶋一成
第6話に登場。不良。大に喧嘩をしかけたが負けてしまい、信号機付近で愚痴を言っていたところ、エレキモンが出現してしまった。
橋口先生（はしぐちせんせい）
声 - 鶴岡聡
第7話に登場。私立鳳学園の大の担任。
もんじゃ屋店主
声 - 小嶋一成
第7話に登場。現金以外お断りであり、クレジットカードを使おうとしたトーマに対し「舐めているのかね」と詰め寄った。
華村 祢音（はなむら ねおん）
声 - 関智一
第8話で初登場。淑乃の幼馴染の青年歌手。ケラモンを使ってランキングを操作していた。大に「自分で天下を掴め」と叱責され、それを含めた記憶消去の後は自力でメジャーの座を掴んでいる。最終話においてデジソウルを出していた。
淑乃によると、昔は太っていて顔も今のようなものではなかったと言われている。本名はヒトシ。
カメラマン
声 - 鶴岡聡
第8話に登場。編集長命令で祢音の熱愛をスクープしようとしたが、淑乃に記憶処理された。
編集長
声 - 佐藤晴男
第8話に登場。カメラマンに対し、より写りの良い淑乃と祢音のスクープ写真を求めた。
RPGビルの警備員
声 - 小嶋一成
第8話に登場。RPGビル（祢音が住んでいる）に不法侵入した大を取り押さえた。
レポーター
声 - 沖佳苗
第8話に登場。淑乃と祢音の交際の模様（実際は潜入捜査の一環）を熱愛として伝えていた。
早瀬 翼（はやせ つばさ）
声 - 千葉一伸
第9話に登場。35歳のボクサーで妻と娘が一人いる。1か月前、怪我から復帰後7連勝を挙げた。トーマが幼少期から憧れている人物。デビューから12連勝を挙げ、4年前の世界前哨戦で反則攻撃をした選手・上原を倒すが、それと引き換えに右ひじを壊してしまい、一時は引退まで噂された。リハビリをやり遂げて復帰し、前述のように7連勝を挙げるが、それはトゲモンの暗躍のおかげである。トーマから真相を知らされつつ最後の試合に臨む。最終話において妻子と共にデジソウルを出していた。
早瀬 まなみ
声 - 壱智村小真
第9話に登場。早瀬選手の娘。父親を勝たせたい一心でトゲモンを呼び寄せてしまう。トゲモンと共に対戦相手を次々と狙っていたが、トーマ・ガオモンに阻止された。後に記憶処理される。最終話においてデジソウルを出していた。
早瀬の妻
声 - 甲斐田裕子
第9話で初登場。最終話においてデジソウルを出していた。
白木（しらき）
声 - 小村哲生
早瀬のトレーナー。早瀬からは「おやっさん」と呼び慕われている。道場破りをした大に対して「俺はあいつ（早瀬）のためならなんだってするぜ。お前の腕の三本へし折るぐらい、造作もないことだ」と言い放ったが、「お前さん筋は良さそうだ、何ならうちで面倒見てやってもいいぜ」とも言った。
白鳥 多助（しらとり たすけ）
声 - 小野健一
第11話に登場。和菓子屋（しらとり庵）の店主。妻が病気になったためやる気を失って、借金に手を出してしまい、その金銭欲がイビルモンとピコデビモンを呼び出してしまう。イビルモンとピコデビモンの暗躍でギャンブルによる金儲けをし、彼らを神だと崇めて怠慢な生活をする。大と耕一郎が蔵に忍び込んだ際、暴言を吐き出してしまい、店を半壊にさせるほどの被害をもたらしてしまった。耕一郎の言葉により目が覚めて、和菓子作りを再開する。最終話では息子・耕一郎と共にデジソウルを出していた。
白鳥 耕一郎（しらとり こういちろう）
声 - 小田久史
第11話で初登場。白鳥多助の息子で、大の友達。和菓子作りに一筋な父親が怠慢な生活をする姿に、怒りを覚えてしまうほど尊敬している。その後、父親に和菓子作りを教わっている。最終話では父・多助と共にデジソウルを出していた。
スチムソン教授
声 - 上田陽司
第11話で初登場。心理学教授。トーマと共に、デジモンと人間との欲の関係を解明する。

## 倉田軍団
デジモンの抹殺を目的とする集団。デジモンの研究者兼、元デジタルワールド探検隊の一人である倉田明宏をリーダーに、デジタマさえ消滅する能力を持つ人工デジモンや人間とデジモンの融合体である三体のバイオデジモンと多数の兵士を率いている。しかし、大たちによって兵器はことごとく倒されていき、第38話で倉田が異次元空間へと呑みこまれ消滅する（生死は不明）。これにより計画は失敗し、同時に組織も壊滅した。
倉田 明宏（くらた あきひろ）
声 - 菊池正美
国家機密庁に所属する白衣と眼鏡が目印の男。一人称は「私」。かつて大門英博士の助手をしていたデジモン研究者の一人で場所を問わず意図的にデジタルゲートを開く「時空振動爆弾」を開発している（トーマ曰く「DATSの技術力でも不可能」）科学者でもある（所謂マッドサイエンティスト）。だが、非常に臆病で神経質な性格の陰気な男であり、野望の達成を第一に考えており自分以外の仲間のことはピンチになると簡単に見捨てている。また、デジモンが自分の近くにいるとくしゃみを立て続けに何度も出すことがある。
探検中にデジモン（ランクスモン）と鉢合わせて咄嗟に銃を撃ってしまい、これがきっかけで探検隊は何日もデジモン軍団に追われ続けることとなってしまう。倉田曰くその当時のことは「地獄のような日々」だったとのことで、これを受けてデジモンを「人間に害をなす凶悪な生物」と一方的に決めつけ、排除を考えるようになる。そのことを進言した際、英から「臆病者だ」と言われた挙句、他のメンバー4人からも全く相手にされていなかった。そのことから英を一方的に敵視するようになる。
人間界帰還から3年後にデジモン抹殺兵器とも言える人工デジモン・ギズモンを開発（そんな中でベルフェモンのデジタマをデジタルワールドの古代遺跡で発見して回収し、孵化させる実験を行っている）。仲間の兵士たちと共に再びデジタルワールドへと侵攻し、イクトの育ての親であったユキダルモンを含む多くのデジモンたちを抹殺した。さらに、時空振動爆弾の度重なる使用が次元の壁を脆くする原因も作っている。
デジモンと人間との間に亀裂を生み出し、デジモン事件の発端を起こした張本人であり、その後も実績を手に国家機密庁の羽柴長官に取り入ると、デジモンに対する脅威論を煽ってDATSを解体した。さらに捕らえたデジモンを使って数多くの実験を行い、ギズモンの強化版とも言えるギズモン:ATとギズモン:XTを開発し、メルクリモンやサーベルレオモンを殺害。さらに聖たち3人を人間とデジモンの融合体、バイオデジモンにしてデジモン達の抹殺を目論んだ。
その真の目的は人間界の王になることであり、人工デジモンによって集められたエルドラディモンなどの多くのデジモンの生命エネルギーを使って目覚めた七大魔王の一体であるベルフェモンを利用して都市の破壊を始めた。しかし共に新しい世界を作ろうと協力したトーマに裏切られてしまい（そもそもトーマの裏切り自体が倉田によって人質に取られたリリーナを救出するための演技だった）、ベルフェモンが活動停止してしまう。しかし自分自身がベルフェモンの心となることで、大たちに戦いを挑む。高い戦闘力を見せつけ大たちを窮地に追い込むも、究極体を越える力であるバーストモードを得たシャイングレイモンによって圧倒され、最後はシャイングレイモンバーストモードと大の拳を叩き込まれた後、ベルフェモンは消滅してしまう。
生き残った倉田は今際の際に残っていた時空振動爆弾を発動させて逃走を図るも、とうとう次元の壁が崩壊したことで倉田自身も異次元空間へと呑み込まれ消滅してしまう（生死は不明となっている）。
ベルフェモン：スリープモード
七大魔王の一体であるベルフェモンが千年間の眠りに付いている姿の究極体。本来の姿よりも可愛らしい顔つきをしており、体には目覚まし時計のようなものが巻きつけられている。デジタルワールドのとある遺跡にあった箱の中でデジタマの状態のまま封印されていたが、倉田に7年前に発見される。倉田はその野望の実現のために人間界に持ち帰り研究、デジモンの生体エネルギーを注入され復活、利用することとなる。名前の通り、眠りについているため意識を持っておらず、トーマの作ったデジモン制御装置によりコントロールされていたが、そのトーマの策略により制御装置を破壊されてしまい、コントロールが行動不能に陥った。しかし、倉田自身がベルフェモンと融合することにより、再び覚醒。これによってベルフェモン本来の姿であるべき『ベルフェモンレイジモード』へと変化を遂げた。
ベルフェモン：レイジモード
声 - 安元洋貴（本来）、菊池正美（倉田の意思の時、胸部の倉田の顔）
ベルフェモンスリープモードがトーマの策略によってコントロール不能に陥ったところを、彼に裏切られて激怒した倉田がベルフェモンと融合することによって目覚めた七大魔王の一人であり、ベルフェモン本来の姿である。意思は当初倉田であったが初進化したレイヴモンに追い詰められたことで、徐々にベルフェモンの意思が侵食しだす。一時は完全にベルフェモンのものになったと思われたが、倉田が執念で意思を再び支配（胸部に倉田の顔が浮き出ている）、時空振動爆弾を取り込むことにより時空すら切り裂く能力などを得てパワーアップする。その力で大たちを苦しめていったが、バーストモードを得たシャイングレイモンの敵ではなく、最後はシャイングレイモンバーストモードと大の拳を顔面にぶつけられ、消滅した。

### バイオデジモン
聖・ナナミ・イワンの3人（イワンのみバイオデジモンとなった正式な理由があり、後述を参考）が、デジモンの完全抹殺のために倉田によって生み出されたデジモンと融合した姿。腕に巻かれた特殊なデジヴァイスを使ってバイオデジモンへと変身する。バイオデジモンはベースのデジモンと比べて顔の色が違い（アーマー体は赤、究極体は緑色をしている）、アーマー体のみ培養液のような物が刺さっており、体の至るところには黒く細長い管がついている。人間と融合していることでベースのデジモンより能力が上がっている。
また、人間の状態でも大が殴るとデジソウルが現れ、筋力が優れている。倒されると人間とデジタマに分離し、倒される度に違うデジモンになることも可能である。しかし融合する際のリスクは非常に高く、身体的負担が大きい。高い戦闘力を誇っていたが、大たちとの激闘の末に敗れ、ついに全滅した。
翼 聖（つばさ こうき）
声 - KENN
倉田の仲間。金髪に青と黄色のシャツがトレードマークの不良の青年。一人称は「俺」。主にアグモンと戦うことが多かった。瞳の色は紫で、口にはピアスをしており、ジャンクフード（特にスナック菓子）が大好物である。ややキレやすく好戦的で残虐な性格。デジヴァイスの色は青色。
自分が人間を超えた存在だと信じていたが、二度目の対決以来、大をひどく憎んでおり勝つためには手段を選ばず、（勝負にこだわり戦いに生き甲斐を感じるところは大と変わらないが）卑怯な手段も辞さない戦いぶりは番長の美学からほど遠い（所謂は半グレおよびチンピラ）。大と拳を交えられるほどの筋力を持っており、マフィアの組織を壊滅させたこともあるらしい。そのパワーは物凄く、拳でファルコモンを吹き飛ばすほど強力である。最後は人間界にて大・アグモンと闘い、敗退し、自らは気を失い倒れた。
最終話では彼だけデジソウルを放つシーンが無かったが、全てが終わった5年後ではノーヘルでバイクに乗り、ちょうどパトロールをしていた警官の淑乃に追いかけられるシーンがあった。
バイオサンダーバーモン
アーマー体（成熟期相当）・巨鳥型デジモン・データ種。
聖がハイパーバイオエボリューションで変身した、サンダーバーモンに酷似したバイオデジモン。アーマー体をベースとしながらも完全体を圧倒する戦闘力を持っており、幾度となく大たちを苦しめていった。また、29話では2度目の対決で大たちに逆恨みしたことから、彼らの居場所を探るためにアグモンたちを襲撃。さらにデジソウル道場から出られない大に対し、パートナーのアグモンを人質に取った。最後は究極体に進化したアグモンたち3人には歯が立たず、シャイングレイモンを舐めてかかり、投げ飛ばされ地面に叩きつけられたところを3体の猛攻撃により、バイオクアトルモン・バイオステゴモンと共に一蹴され惨敗した。
その後は倉田の勢力によってバイオダークドラモンの力を手に入れた。
バイオダークドラモン
究極体・サイボーグ型デジモン・ウィルス種。
大たちに倒された聖がハイパーバイオエクストラエボリューションで変身した、ダークドラモンに酷似したバイオデジモン。究極体。人間界にてシャイングレイモンと闘う。建物や人々を盾のように扱うという卑劣な戦法でシャイングレイモンに苦戦を用いらせたが、シャイングレイモンが新たなる力で得た武器・ジオグレイソードで体を貫かれ、敗北。なお、聖との決戦の前にトーマと淑乃がナナミ・イワンと戦って倒していたため、この決着により聖たちバイオデジモンはついに最後を告げ、全滅してしまった。
ナナミ
声 - 小野涼子
倉田の仲間であり、倉田軍団の紅一点。一人称は「私」。主にガオモンと戦うことが多かった。ゴスロリ風のコスチュームが特徴的な天才女性。デジヴァイスの色は赤色。
聖同様、人間のままガオモンを蹴りで吹き飛ばすほどの凄まじい力を秘めている。口調は穏やかだが慇懃無礼。
トーマにも匹敵する天才的な頭脳を誇るが、それゆえに幼少のころから周囲の無理解と孤独を感じていた。倉田に協力するのもそうした退屈から逃れるために過ぎず、聖やイワンに対しては完全にバカにしている。互いに天才の苦悩を抱えるトーマと2人で組もうと誘惑するものの、断られる。最後はエルドラディモンのいる湖に流れ込んでいる滝にてトーマ・ガオモンと戦い敗退したが、最後の力で滝を破壊し、自らは気を失い倒れた。その後はトーマに安全な場所に運ばれた。
最終決戦では世界を救うため他の人々と祈りとともにデジソウルを放っていた。
バイオクアトルモン
アーマー体（成熟期相当）・幻獣型デジモン・フリー種（ワクチン種）。
ナナミがハイパーバイオエボリューションで変身した、クアトルモンに酷似したバイオデジモン。バイオサンダーバーモンとバイオステゴモンと同様に、高い戦闘力を見せつけ大たちを苦しめた（2度目の対決ではライズグレイモンたちの攻撃を見切っていた）が、究極体に進化したアグモンたちの前には歯が立たず、ロゼモンに突撃するも、ローゼスレイピアで返り討ちに遭い、三体の猛攻撃によりバイオサンダーバーモン・バイオステゴモンと共に敗退する。
その後、ナナミは倉田の手によってバイオロトスモンの力を手に入れた。
バイオロトスモン
究極体・妖精型デジモン・データ種。
大たちに倒されたナナミがハイパーバイオエクストラエボリューションで変身した、ロトスモンに酷似したバイオデジモン。自分の知恵でトーマの作戦を見抜き、バイオデジモンの新たなる能力でトーマたちを追い詰めて終始優位に立つが、最後は捨て身の作戦を決行したミラージュガオガモンが至近距離から放ったフルムーンブラスターを受け、バイオデジモンの中で最初に敗れてしまった。ロゼモンと同様に乳揺れといったお色気描写もある。
イワン
声 - 星野貴紀
倉田の仲間。一人称は「俺」。デジヴァイスの色は黄土色。主にララモンと戦うことが多かった。女好きで、淑乃を「ハニー」と呼ぶ。巨漢で寡黙そうに見えるが、考えていることを無意識のうちに口に出してしまう癖があり、一目惚れした淑乃に対する秘めた想いも自ら暴露してしまう。バイオデジモンに志願したのは倉田に金で雇われたからで、デジモンの虐殺も彼はビジネスに過ぎないと割り切っていた。淑乃は彼のそうした冷酷さを嫌ってロゼモンとともに打ち破るが、倒れたイワンが持っていた写真から、彼もまた大事な家族のために金を稼いでいたことを知る。天然ボケの気質がある様子で、ナナミに突っ込まれることもしばしばあった。最後は聖なる都にて淑乃・ララモンと戦い、敗退し、自らは気を失い倒れた。その後は描写は無いものの弟たちの元に帰って行った。
最終決戦では世界を救うため弟たちと共にデジソウルを放っていた。
バイオステゴモン
アーマー体（成熟期相当）・剣竜型デジモン・フリー種（データ種）。
イワンがハイパーバイオエボリューションで変身した、ステゴモンに酷似したバイオデジモン。アーマー体。必殺技の「シェルニードルレイン（背中の棘を発射する技）」を「男の純情アタック」と呼んでいたことがあった。バイオサンダーバーモンとバイオクアトルモンと同様、高い戦闘力を見せつけ大たちを苦しめたが、究極体に進化したアグモンたちの前には歯が立たず、ミラージュガオガモンに攻撃をかわされ一蹴された後、バイオサンダーバーモン・バイオクアトルモンと共に敗退する。
その後、イワンは倉田の手によってバイオスピノモンの力を手に入れた。
バイオスピノモン
究極体・恐竜型デジモン・ウィルス種。
大たちに倒されたイワンがハイパーバイオエクストラエボリューションで変身した、スピノモンに酷似したバイオデジモン。究極体。聖なる都にてロゼモンと戦う。欲望を技の名前に変えて行う癖がある。ロゼモンを圧倒するが、戦闘中に割り込んできたヤシャモンを抹殺するという残虐な一面も見せたため、ついに淑乃とロゼモンの怒りを買い、最後はロゼモンのフォービドゥンテンプテイションに抵抗するも、力が及ばず倒されてしまった。
本人曰く、「バイオステゴモンに比べてスピードは10倍、パワーは100倍、ハニー（淑乃）への愛は、無限大」と言っていた。

### 人工デジモン
ギズモンシリーズとも呼ばれている、倉田が捕獲したデジモンを改造して造った人工デジモン。目からデジモンのデータを分解し、デジタマまで消滅させてしまうレーザーを放つ。この光線を食らったデジモンは体の大きさによっては消滅するまでに時間がかかる者もいて、メルクリモンやサーベルレオモンなどがその例である。
全てのギズモンの名称の由来は「新製品」という意味の英単語である「gizmo（ギズモ）」から来ている。
データは『デジモンカードゲーム』にて2023年2月24日に発売された拡張パック第13弾「VSロイヤルナイツ」で判明した。
プロトギズモン
成長期。種族・属性は共に不明。
第24話で登場。7年前に大勢のデジモンたちやイクトの育ての親であるユキダルモンを殺害したが、メルクリモンによって蹴散らされる。それ以降に現れた人工デジモンはギズモン：ATとギズモン：XTのみで、原型であるギズモンの登場は最初のデジタルワールド侵攻時の1回のみであった。
ギズモン：AT
成熟期。種族・属性は共に不明。
第22話から登場。ギズモンを進化させた人工デジモン。普通のデジモンと同様、大が殴るとデジソウルが出てくる。歩行は出来ないが、空を飛ぶことが可能である。成熟期でありながら、完全体レベルのデジモンをも寄せ付けない戦闘力を誇る。究極体であるサーベルレオモンやメルクリモンにも大ダメージを与えた。他にも多数存在する。作中では明言されていないが固体によって戦闘力に差がある模様。ベルフェモンが登場してからは個体はまだ残っていると思われるが、突如姿を消した。
ギズモン：XT
完全体。種族・属性は共に不明。
第25話から登場。倉田の人工デジソウルによりギズモン：ATが疑似進化した姿であり、その姿は人型に近い形である。ライズグレイモンたちを圧倒し、メルクリモンをデジタマに至るまで完全に消滅させたが、ヤタガラモンの甕布都神（みかふつのかみ）を受けて倒された。ギズモン：ATと同じく、他にも多数存在しており、片手にライフルを装着した機動性の高い改良版も存在する。作中で明言されているわけでは無いが、ギズモン： AT同様個体によって戦闘力の差が大きい模様。
大量のギズモン：XTが寄り集まる事で、ギズモジャベリンと呼ばれる巨大な槍のような姿を取り、強力な殺傷力を発揮する。これを使ってエルドラディモンを消滅させるという能力を見せつけたが、ギズモン：AT同様、ベルフェモンの登場によって出番が無くなった。
なお、消滅したデジモンから生命エネルギーを吸い取るエネルギー捕獲機を搭載している個体がある。エネルギーはベルフェモン復活のため使われることとなる。

## メルクリモンの勢力
メルクリモン
声 - 廣田行生
究極体・神人型デジモン・ウィルス種。オリンポス十二神族の一体。
デジタルワールドの東一帯に広がるザガンダ大森林を支配し、無限氷壁に城を持つデジモン。イクトにとっては父親のような存在。その力は圧倒的でライズグレイモンたちも全く歯が立たなかった。かつて10年前に人間であるイクトを赤ん坊のころに始末しようと考えていたがユキダルモンの強い意思により見逃し、デジタルワールドに訪れた大門英とは理解しあっていたが、その後、倉田軍団がデジタルワールドに侵攻しデジモンたちを虐殺した事件を許さず、人間に対し強い憎悪を持つ。しかし、事件以来人間を信用しなくなったとはいえ人間界に攻め入ろうとは考えず、あくまで不干渉を貫いていた（ゴツモンやサーベルレオモンはそれをよく思っていなかったため反発したこともあった）。デジモン虐殺事件以降はイクトを部下の一員とし、自分の息子同然のように育ててきた。
最期はギズモン：ATの奇襲により致命傷を受け、イクトに人間とデジモンの橋渡しになるように託し、大たちを救うために進化したギズモン：XTに突撃し、捨て身の攻撃を食らわせた後、ギズモン：XTの反撃を受け、デジタマ諸共消滅した。
公式設定は一箇所に留まることを嫌う性格という設定があるがオミットされており、作中では玉座に座っている場面が多く戦闘シーンを含めほとんど動いていない。ファイトスタイルも巨体から繰り出す拳と拳から発する光線を主力にしたもので得物であるはずの「アステカ」も登場しない。
ゴツモン
声 - 前田健
メルクリモンに仕えるデジモン。人間を深く憎んでおり、仲間のイクトやファルコモンですらよく思っていない。人間界に侵攻した際、イクトを亡き者にしようと企んだ。
進化して完全体インセキモンとなる。素早い動きとパワーと必殺技「コズモフラッシュ」でライズグレイモンたちを翻弄したが大の機転が功を奏し、最後はライズグレイモンに倒される。
その後記憶をなくして生まれ変わり、大たちをイグドラシルの場所に案内する。ロイヤルナイツの威圧感に屈する臆病な面が目立つネガティブな発言が多く、大たちに関わったばっかりに自分まで酷い目に遭いそうになるため愚痴ったこともあるが、最終的にはイグドラシルの御前まで大たちについてきた。
メルクリモンの手下だったころは徹底的に人間を憎み高圧的な策を弄していたが、後半記憶を失って登場した際は逆に腰が低くなって気の弱い性格になり、大の言葉に感動するなど、しゃべり方こそは変わらないものの別人になっていた。
最終決戦の際に大たちと共に人間界へ降り立つが、全てが終わった後、デジタルワールドへと帰って行った。帰る前日の夜は、湯島やカメモンと一緒に晩酌をしていた。
ヤンマモン
第14話に登場。ゴツモンが乗りこなす昆虫型の成熟期デジモン。
ブロッサモン
声 - 太田哲治
第16話に登場。メルクリモンに仕えるオカマ口調の完全体デジモン。ゴツモン同様人間を憎み、かつて人間が住んでいた館で大たちを襲うが、ライズグレイモン、マッハガオガモンによって倒された。
マンモン
第17話に登場。ゴツモンの指令で動く完全体デジモン。野生的で知能は低い。ライラモンによって倒される。
オオクワモン
第19話に登場。三体の完全体。ゴツモンと共に人間界を襲ったが、その内の二体がライズグレイモン、ライラモンによって倒され、残った一体はデジタルワールドに戻った。
第1期オープニング映像にも登場している。
ズドモン
第23話に登場。ゴツモンの指令で動く完全体デジモン。野生的で知能は低い。マッハガオガモンによって倒される。
ツメモン
ゴツモンの指令で動く幼年期2デジモン。
クラモン
ゴツモンの指令で動く幼年期1デジモン。

## サーベルレオモンの勢力
サーベルレオモン
声 - 上別府仁資
メルクリモンの盟友であり、最大のライバルでもある究極体のデジモン。しかし、戦いの決断をしないメルクリモンを見限る。対人間の強硬派で、デジモン虐殺事件の報復のため人間界に積極的に攻め入るべきだと唱えてきた。ゴツモンを始め、メルクリモンの部下の中にも彼に賛同する者は多い。
人間たちを強く憎み、一度は協力を申し出てきたゴツモンに部下のプテラノモンとボアモンの大群を貸し与え、人間界に送り込んで総攻撃を仕掛けるものの、倉田の策略によって失敗する。そして自ら戦いに人間界に行き、大たちを圧倒するが、そこへ突如出現したギズモン：ATの攻撃を受けた後、大に片方の牙を拳で破壊され、立て続けにライズグレイモンのトライデントリボルバーを喰らって倒され、さらにギズモン：ATのデジモン抹殺専用の光線を受けた影響によりデジタマまで消滅してしまった。
プテラノモン、ボアモン
第21話に登場。アーマー体のデジモン2体。サーベルレオモンの部下で、ゴツモンに率いられ人間界を襲う。
その数でDATSを圧倒するなど優勢に見えたが、最後は倉田が発生させたゲートに吸い込まれ、デジタルワールドへと戻された。

## 聖なる都の勢力
エルドラディモン
第30話で初登場。究極体。甲羅に聖なる都を乗せた亀のような巨大デジモン。巨体ゆえに動きは鈍く、かつて砂漠で身動きが取れなくなっていたところをイグドラシルを探す旅に出ていた英に助けられたことがあった。
倉田の策略により人間界に送られ、最期はギズモジャベリンにより消滅する。
バロモン
声 - ふくまつ進紗
第30話で初登場。アーマー体。聖なる都の長で人間である大たちを処刑しようとしたが、大がかつて聖なる都を救った英の息子だと知って慌てて処刑を取りやめ、逆に都を挙げて歓迎した。民を上手くまとめていたが、不意を突かれてギズモンの攻撃を受け、「エルドラディモンを守ってくれ」と言い残し消滅する。
パンプモン
第30話で初登場。バロモンの手足のような存在で、複数いる。自分たちの力でギズモン：XTを倒すという一面を見せた。
ピッコロモン
第30話で多数登場。
イガモン
第30話で多数登場。

## イグドラシルの勢力
イグドラシル
声 - 深見梨加（本来時）、郷田ほづみ（英の体の時）
デジタルワールドでは神とも呼ばれる絶対的な存在のホストコンピューター。作中では明言されておらず、厳密にはデジモンではないが、デジモンウェブのデジモン図鑑では「イグドラシル_7D6」（究極体）として掲載されている。
7年前、英とバンチョーレオモンがクレニアムモンを圧倒したのを認めて彼らの前に姿を現すが、その直後に倉田によるデジモン大虐殺が発生したことを受けて英を投獄。一度は英の懇願を聞き入れて人間界への報復攻撃は中断したが、倉田がメルクリモンを殺害したことにより堪忍袋の緒が切れた格好となり、英を処刑することを決断する。結局英はバンチョーレオモンが自ら手を下す形で介錯され、その際にバンチョーレオモンの「人間界への報復攻撃は思い留まられよ」という言葉を聞き入れた。
しかし、倉田ら一部の人間たちの策略による度重なるデジモン・デジタルワールドの危機（メルクリモンやエルドラディモンの殺害、ギズモンやバイオデジモンの開発、ベルフェモンの復活、時空の壁の崩壊など）に憤りを感じ、そしてデジタルワールドの消滅を回避すべく人間たちの絶滅をロイヤルナイツに命じる。神であるため、その威厳を侵害されることを嫌う。
英の姿をしているが、その正体はイグドラシルがバンチョーレオモン（英）の監視のために人質として英の体に乗り移っていた。英とバンチョーレオモンが自身を道連れにしようとシャイングレイモンに自らを攻撃させて消滅した後、真の姿を現し大たちや造反したロイヤルナイツを神の力で圧倒したが、最終的には人間とデジモンの絆に敗れる。
敵の攻撃を反射する能力を持つクリスタルの破片や巨大なクリスタルを飛ばして攻撃したり、つる植物で相手を絡め取ったりする。また、自己修復能力も持つ。
人間とデジモンの絆に敗れた後は、再び彼らを観察しその本質を見定めるために眠りについた。
ちなみにイグドラシルの形式型番の「W.I.Z9000」型は、デジタルモンスターの企画に携わったウィズに由来している。

### ロイヤルナイツ
本作品の世界においては、ロイヤルナイツはイグドラシルに忠誠を誓うデジタルワールド最強の騎士団。クレニアムモン以外はイグドラシルの命により人間界を襲撃したが、倒されたロードナイトモン、ドゥフトモン以外はクレニアムモンが人間界とデジタルワールドを支える姿を見てイグドラシルに造反し、クレニアムモンと共にデジタルワールドを支えた。全てが終わった後はデジタルワールドへと帰っていった。
クレニアムモン
声 - 神谷浩史
第39話で初登場。究極体。「イグドラシルに最も忠誠心厚きロイヤルナイツ」を自称する（第46話より）。人間界に対する攻撃には慎重になっていたが、イグドラシルの意志を汲み取り、決定に従う。最もイグドラシルとの会話が多く、デュークモンたちが人間界粛清を開始した後もイグドラシルの下に残る。メルクリモンが殺害されたころ、大たちが倉田を追ってデジタルワールドに来ていることを把握していた。
イグドラシルから賜った最強の魔槍クラウ・ソラスと最強の盾アヴァロンを持ち、他のロイヤルナイツたちから一目置かれるほどの実力の持ち主。大たちとの戦いでアヴァロンを砕かれ、人間の可能性を感じ、大たちをイグドラシルへ通した。バンチョーレオモンとは友人関係にあり、大たちとの戦いの後に人間界へ赴いて、知香とガルダモンに英がバンチョーレオモンだということを説明し、バンチョーレオモンの代わりに人間界とデジタルワールドを支える。
デュークモン
声 - 野沢雅子
第40話で初登場。究極体。最初に人間界に現われたロイヤルナイツで、人間に対する粛清を開始した。慎重派だったクレニアムモンとは対照的に、人間に対する憎悪・軽蔑は強く攻撃派だった。大たちを窮地に追い込むが、スレイプモンの捨て身の特攻により、「オーディンズブレス」で共々氷漬けとなって海に沈んでいったが、「神は絶対ではない」ということを悟ったためスレイプモンに助けられ、イグドラシルに造反して生き残ったロイヤルナイツと共に大たちに加勢した。
声は『デジモンテイマーズ』に登場したデュークモンと同じで、過去作にも登場したデジモンで当時と同じ声優が担当しているのは彼が唯一である。
オメガモン
声 - 高橋広樹
第40話で初登場。究極体。
クレニアムモンと大たちが両方の世界を救おうとする姿を察すると生き残ったロイヤルナイツを率いて、イグドラシルに「神とは何だ？」と問いかけて造反し大たちを守った。
なお、本来劇場版として製作された『デジタルモンスター ゼヴォリューション』を除くとテレビアニメ本編では初登場となる。
マグナモン
声 - 鈴木達央
第40話で初登場。アーマー体。
デュナスモン
声 - 小嶋一成
第40話で初登場。究極体。
ロードナイトモン
声 - 千葉進歩
第40話で初登場。究極体。自信家で、気品ある話し方をする。第42話でフランツたちの乗る自家用飛行機を襲うが、ミラージュガオガモンバーストモードによって倒される。
アルフォースブイドラモン
声 - 鶴岡聡
第40話で初登場。究極体。台詞があったのは第46話で「今の波動は…」の一言だけであり、このシーンでは口が開閉している。
ドゥフトモン
声 - 室園丈裕
第43話で登場。究極体。デュークモンとロードナイトモンの敗北を知り、他のメンバーに加勢するべく人間界を襲う。力こそが正義と信じていて、デジタルワールドを救うためならデジモンの犠牲を省みない非情な考えの持ち主。レイヴモンバーストモードとロゼモンバーストモードによって倒される。
表立って行動することのない性格で、第40話のロイヤルナイツ総集結シーンおよび第46話にて大門英が処刑される際（反逆したスレイプモンを除いて）、ロイヤルナイツで唯一姿が無かった。
スレイプモン
詳しくはクダモンの節参照。
なお、マグナモン、デュナスモン、アルフォースブイドラモンはそれほどクローズアップされていない。また、後期OPでは本編に先駆け登場しており未登場だったアルファモンがシルエットでのみ登場した。

## その他のデジモン
コカトリモン
1話に登場。成熟期。市街地に出現して暴れ回った。ジオグレイモンによって倒される。
フライモン
2話に登場。成熟期。クネモンから進化する。飼育小屋がなくなればいいと願うタカシの心に付け入った。ジオグレイモンによって倒される。
プチメラモン
3話に登場。幼年期。一部はガオガモンによって倒される。
メラモン
3話に登場。成熟期。3匹のプチメラモンがアグモンの炎を受けて進化。ジオグレイモンによって倒される。
ヌメモン
4話に登場。成熟期。ビルの中を襲い、ララモンによって倒される。
ドリモゲモン
声 - 鶴岡聡
4話に登場。成熟期。大川、小宮の銀行強盗に利用され、暴走する。デジタルワールドへ逃げていった。
ディグモン
声 - 鶴岡聡
5話に登場。アーマー体。ドリモゲモンが進化したデジモン。ジオグレイモン、ガオガモンの合体技で倒される。アルマジモンとは別。
トータモン
6話に登場。成熟期。ジオグレイモンによって倒される。
エレキモン
6話に登場。成長期。電気を使い、通信を妨害し街を襲った。電気を食べてガルルモンに進化する。
ガルルモン（黒）
声 - 千々和竜策
6話に登場。成熟期。信号機を操るエレキモンから進化する。ジオグレイモンによって倒される。
ボンバーナニモン
声 - 原口あきまさ
7話に登場。成熟期。遊園地を突然襲撃する。ガオガモンによって倒され、上空に飛ばされた後、花火のように爆発した。
ケラモン
8話に登場。成長期。大きな口で大量のデータを食いつくし、華村 祢音を操る。クリサリモンに進化する。
クリサリモン
声 - 飯田利信
8話に登場。成熟期。ケラモンから進化する。ネットを操り、華村 祢音の曲を無作為に配信した。ジオグレイモンによって倒される。
トゲモン
9話に登場。成熟期。早瀬選手の娘の心を読み取って早瀬選手の対戦相手を襲っていた。ガオガモンによって倒される。
ソウルモン
10話に登場。成熟期。知香の滅茶苦茶な暴言を全て実現してしまおうとしたが、ジオグレイモンによって倒される。
イビルモン
声 - 鶴岡聡
11話に登場。成熟期。白鳥の父親のギャンブルを操って成功させていた。ジオグレイモンによって倒される。
ピコデビモン
声 - 矢部雅史、松本吉朗、千々和竜策
11話に登場。成長期。イビルモンと共に白鳥の父親のギャンブルを操って成功させていた。ジオグレイモンによって倒される。
ジュレイモン
声 - 木村雅史
14話に初登場。完全体。森の守護者で争う大たちとイクトたちを牽制する。その後、ゴツモンの攻撃から守る大たちの姿を見て、人間に対する考えを改める。
ニョキモン
14話に初登場。幼年期。ジュレイモンが守っているデジモンたち。
メタルファントモン
声 - 山口健
第15話に登場。完全体。人間の嫌な記憶を呼び起こし、負の情念を吸収する。最後はマッハガオガモンのウイニングナックルを受けて倒された。
ドクグモン
第15話に登場。成熟期。昆虫型デジモン。ウィルス種。多数存在しているメタルファントモンの配下デジモン。ビルが崖から無数に生えている谷間に出現し、口から吐く糸で大たちを攫った。拘束された大たちはメタルファントモンの術で眠らされてしまうが、トーマの活躍で覚醒した大に一発浴びせられる。最後はジオグレイモンに注意を引き付けられたところにサンフラウモンの「サンシャインビーム」で纏めて倒され、残った個体もメタルファントモンが無差別に放った「ソウルプレデター」で倒された。
ハグルモン
声 - はなわ
20話に登場。成長期。イクトの悲しみの感情に反応するように出現し、イクトがかつて遊んでいたブリキのおもちゃと野口家の住居を取り込んで巨大なロボットとなって、野口美鈴を人質とする。ライズグレイモンによって倒される。デジタマとブリキのおもちゃだけが後に残った。
ランクスモン
24話に登場。アーマー体。デジタルワールド探検隊に行った倉田の銃声で襲いかかり、大門英の救出で川に落とされる。
ゴマモン
24話に登場。成長期。全部で4匹いて倉田の銃声で海に逃げてその中の1匹がイッカクモンへと進化する。
イッカクモン
24話に登場。成熟期。ゴマモンが進化しデジタルワールド探検隊を敵だと思い、襲いかかる。
ゲコモン
24話に登場。成熟期。人間界をさまよい、カメモンによって倒される。
リボルモン
24話に登場。成熟期。デジタルワールドに襲いかかった倉田軍団を止めようとするが、ギズモンに抹殺される。
マッシュモン
28話に登場。成長期。村を全滅させたギズモンに抹殺される。
チョロモン
28話に登場。幼年期。
ギザモン
28話に登場。成長期。
キウィモン
28話に登場。成熟期。
サンダーボールモン
28話に登場。成熟期。
トーカンモン
28話に登場。アーマー体。
コンゴウモン
28話に登場。アーマー体。
ヴィカラーラモン
28話に登場。完全体。唯一のデーヴァ。
ケルベロモン
30話で登場。完全体。
セピックモン
30話で登場。アーマー体。
ゴブリモン
30話で登場。成長期。
パンダモン
30話で登場。完全体。
フローラモン
30話で登場。成長期。
チューモン
31話で登場。成長期。
コテモン
31話で登場。成長期。
シャーマモン
31話で登場。成長期。
ティロモン
31話で登場。アーマー体。
タンクモン
31話で登場。成熟期。
ケンタルモン
31話で登場。成熟期。
タネモン
32話で登場。幼年期。
ヤシャモン
32話で登場。アーマー体。
ナイトモン
42話で登場。完全体。ロイヤルナイツの部下として世界各地を襲った。
ピョコモン

トコモン

プカモン
声 - 中川里江
プニモン

オタマモン

バブモン

ニャロモン
声 - 森夏姫
ポロモン

ユキミボタモン
43話に登場。すべて幼年期（オタマモンは本来は成長期だが、幼年期となっている）。竜巻によってデジタルワールドから大門家へ飛ばされた。